# Prominence

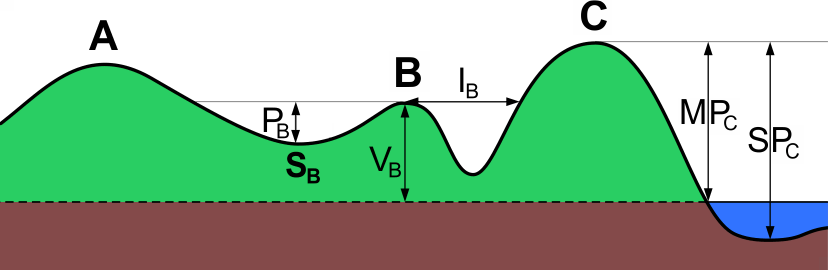
A, B, C … vrcholy (A je mateřský vrchol pro B)
S_{B} … klíčové sedlo vrcholu B
V_{B} … nadmořská výška vrcholu B
P_{B} … prominence vrcholu B (od sedla s mateřským vrcholem)
I_{B} … izolace vrcholu B
P_{B} / V_{B} … dominance vrcholu B (v %)
MP_{C} … mokrá prominence vrcholu C (od hladiny moře)
SP_{C} … suchá prominence vrcholu C (od úpatí na dně moře)

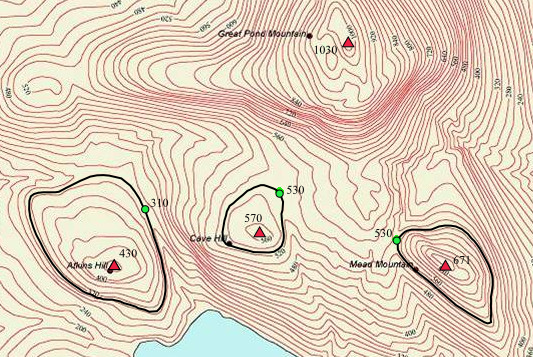
Mapa 3 pahorků v americkém státě Maine s vyznačenými vrcholy a klíčovými sedly. Prominence jednotlivých hor (zleva doprava) jsou:
430 − 310 = 120 stop
570 − 530 = 040 stop
671 − 530 = 141 stop

Prominence či význačnost, tedy topografická prominence, je pojem označující relativní výšku hory. Počítá se jako převýšení (rozdíl výšek) mezi vrcholem a nejvyšším (tzv. klíčovým) sedlem s nějakou vyšší (tzv. mateřskou) horou. Jinými slovy jde o počet výškových metrů, o které musíme minimálně sestoupit cestou na vyšší místo.
Alternativní definice využívá stoupající hladinu moře – kdyby hladina moře stoupla až do výše, která by z vrcholu dané hory udělala nejvyšší bod samostatného ostrova, pak prominence dané hory odpovídá teoretické nadmořské výšce vrcholu při takto zvýšené hladině moře.
Při stanovení prominence se počítá s přirozeným tvarem terénu, bez zásahů člověka. Např. klíčovým sedlem pro Kilimandžáro je Suezská šíje, nikoli hladina Suezského průplavu. Rovněž se nezapočítává sněhová a ledová pokrývka – ani v sedle, ani na vrcholu.
Hodnota prominence bývá maximálně rovna nadmořské výšce hory – takovou má právě nejvyšší bod dotyčné pevniny. Teoreticky ale může být prominence vyšší než nadmořská výška; to může nastat u hor čnějících z prolákliny. Taková místa se nacházejí např. v Kattarské proláklině. 

## Související pojmy
- Mateřský vrchol – vyšší vrchol, spojený s daným vrcholem nejvyšším sedlem. Často je to nejbližší vyšší vrchol, který bývá velmi blízko (např. Velká Deštná je mateřským vrcholem Malé Deštné), i když u některých hor může být i velmi daleko (např. pro Kilimandžáro je mateřským vrcholem Everest, vzdálený 5510 km). Někdy má ale nejbližší vrchol nižší sedlo a mateřský vrchol pak není nejbližší. Například pro krkonošský Medvědín jsou mateřským vrcholem Harrachovy kameny, přestože nejbližším vrcholem je Železný vrch, který je ale od Medvědína oddělen hlubokým údolím Labe.
- Klíčové sedlo – sedlo oddělující danou horu od mateřského vrcholu.[5] Pro nejvyšší vrcholy kontinentů nebo ostrovů je klíčovým sedlem hladina moře. Například pro Králický Sněžník je klíčovým Ramzovské sedlo, které spojuje masiv Králického Sněžníku s Hrubým Jeseníkem a tedy i vrchol Králického Sněžníku se svým mateřským vrcholem Pradědem.
Podle alternativní definice je klíčové sedlo posledním místem, které je zaplaveno, když je daná hora stoupající hladinou moře oddělena od své mateřské hory a stane se nejvyšší horou samostatného ostrova.
- Izolace – osamocenost vrcholu, tj. nejmenší vzdálenost vrcholu k nějakému vyššímu bodu.[1][6] Vyšší bod nemusí být na mateřském vrcholu ani na nejbližším vrcholu, může být i na jiné hoře, která má vzdálenější vrchol, ale má bližší úbočí (svah) s vyšší nadmořskou výškou. Například pro Stříbrné návrší je mateřským vrcholem Studniční hora, nejbližším vrcholem Luční hora, ale izolace je dána vzdáleností od svahu Stříbrného hřbetu.
- Dominance – procentní vyjádření prominence vzhledem k nadmořské výšce.[1] Everest je 100% dominantní, zatímco K2 ji má jen 47 %. Gerlachovský štít ji má 89 %, zatímco Lomnický štít jen 17 %. Sněžka má dominanci 75 %, zatímco Luční hora 11 %. Zpravidla tedy platí, že nejvyšší hora pohoří je nejdominantnější a druhá nejvyšší je výrazně méně dominantní. Zajímavou výjimkou jsou Smrk (16 %) a Jizera (21 %) – Smrk je sice nejvyšší horou české části Jizerských hor, ale s mateřským vrcholem (polskou Wysokou Kopou) má výrazně mělčí klíčové sedlo než má Jizera se Smrkem.
- „Mokrá“ prominence – prominence tak, jak je popsána v tomto článku. U nejvyšších hor kontinentů nebo ostrovů se počítá od hladiny moře.[7]
- „Suchá“ prominence – alternativní druh prominence, který nezohledňuje hladinu moře a počítá tak i s podmořskými sedly a horami.[7] Suchá prominence nejvyšší hory kontinentu nebo ostrova se pak počítá jako mokrá prominence plus převýšení od nejvyššího podmořského sedla.

## Názvosloví
Pojem prominence a s ním související termíny nejsou dosud[kdy?] v českém prostředí rozšířené tolik jako v zahraničí, ale už se objevují. Vedle slova prominence se lze (častěji) setkat s výrazy jako význačnost, relativní výška, prominentní výška nebo převýšení od sedla.
Alternativní názvy se vyskytují i v jiných jazycích, například v angličtině se vedle prominence používá také relative height, shoulder drop nebo prime factor; v němčině se používá Schartenhöhe nebo Prominenz a ve francouzštině hauteur de culminance nebo proéminence topographique.

## Využití prominence
Prominence se využívá především k hodnocení významnosti jednotlivých vrcholů, mj. i k posouzení, co se považuje za samostatný vrchol (horu) a co už ne. Neexistuje jednotné kritérium pro všechna světová pohoří, to se obvykle volí vzhledem k charakteru pohoří nebo oblasti.
Například v USA se za samostatný vrchol obvykle považují hory s prominencí nad 500 stop (asi 152 m) a stejnou hranici používají i skotské munros. Pro alpské nebo tatranské hory se většinou používá prominence 100 metrů.
Hory s prominencí nad 1500 metrů se označují jako ultraprominentní vrchol, zkráceně ultra. Dodnes bylo ve světě identifikováno asi 1515 takových vrcholů: 637 v Asii, 355 v Severní Americe, 209 v Jižní Americe, 119 v Evropě (včetně Kavkazu), 84 v Africe, 69 v Austrálii a Oceánii a 39 v Antarktidě.
Pro české hory byla v rámci projektu Tisícovky Čech, Moravy a Slezska zvolena prominence minimálně 15 metrů (a izolace 400 m) pro tzv. hlavní vrcholy a 5 metrů (a izolace 200 m) pro vedlejší vrcholy. Nejvýraznější tisícovky s prominencí minimálně 100 metrů (a izolací 1 km) se označují jako ultratisícovky, naopak vše s prominencí menší než 5 m je označováno jako spočinek.

## Nejprominentnější hory světa

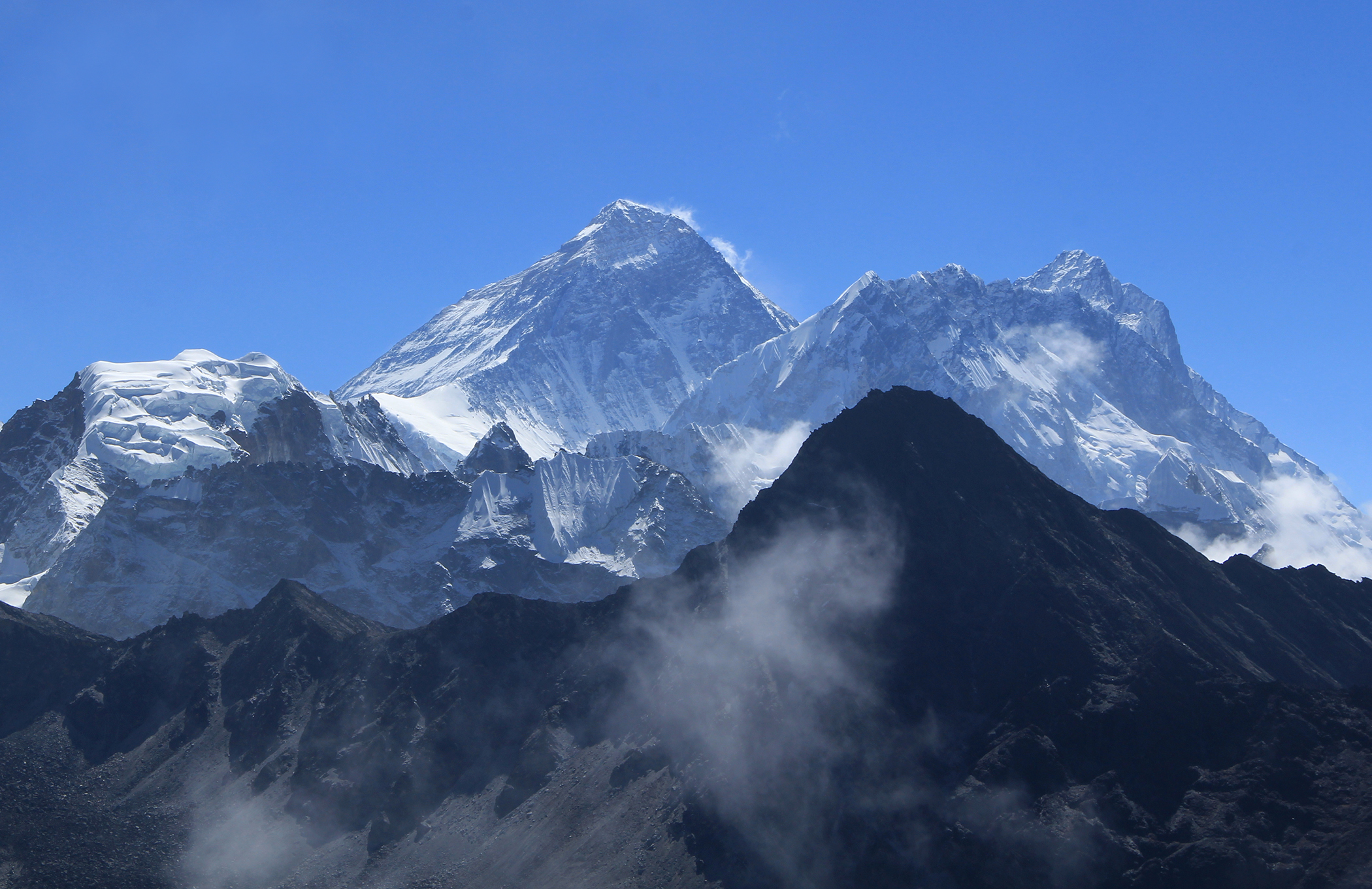
1. 1 Mount Everest

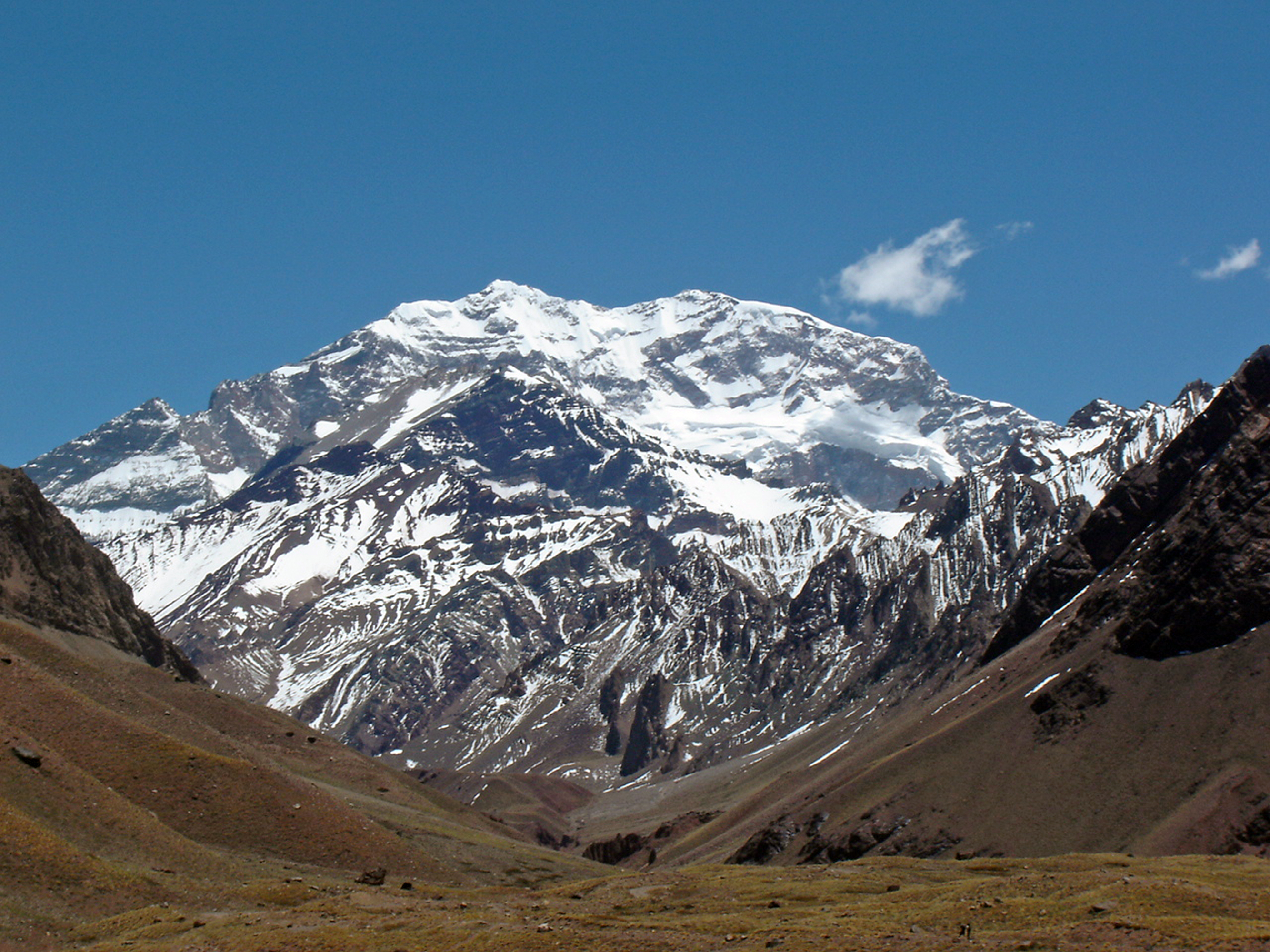
1. 2 Aconcagua

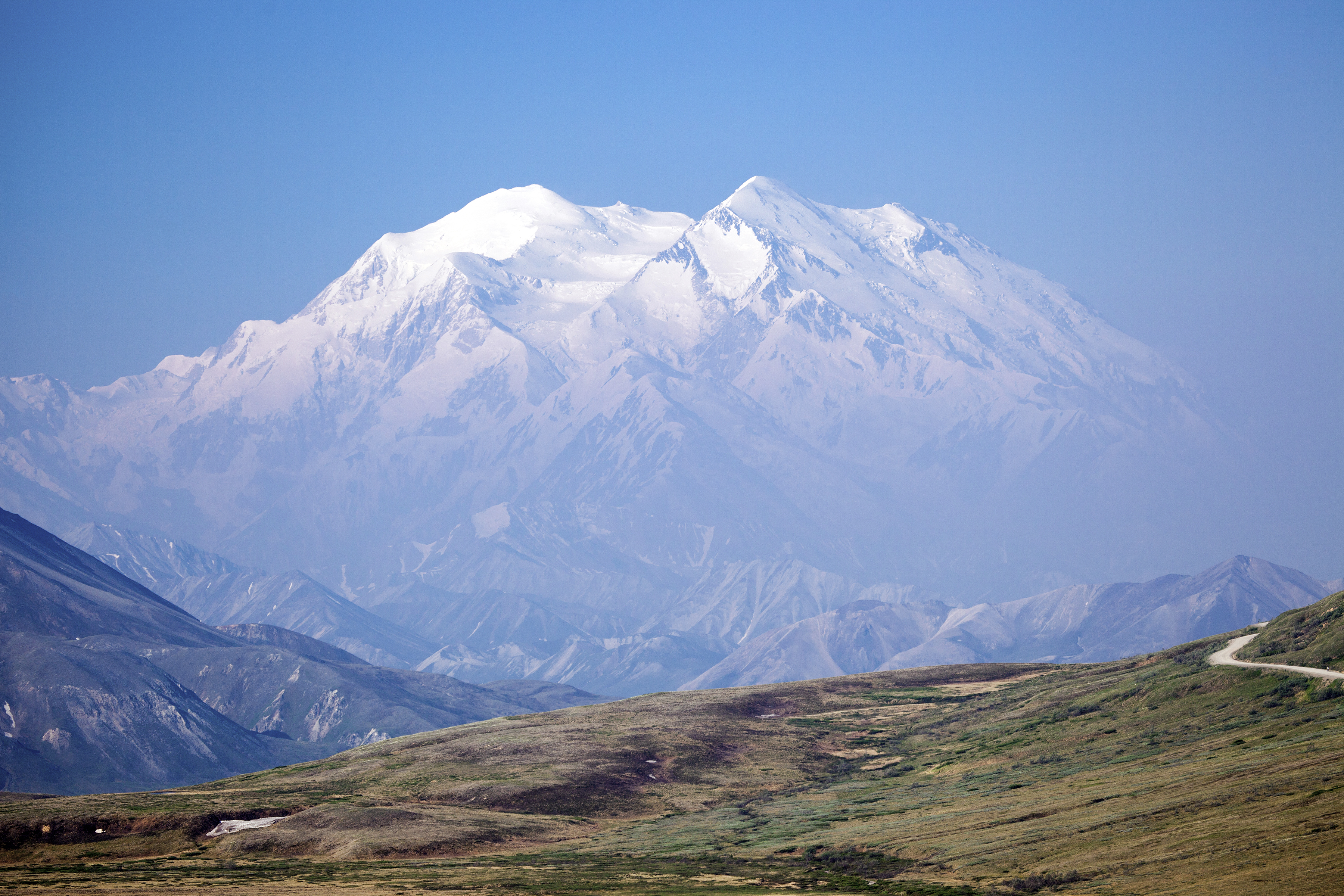
1. 3 Denali

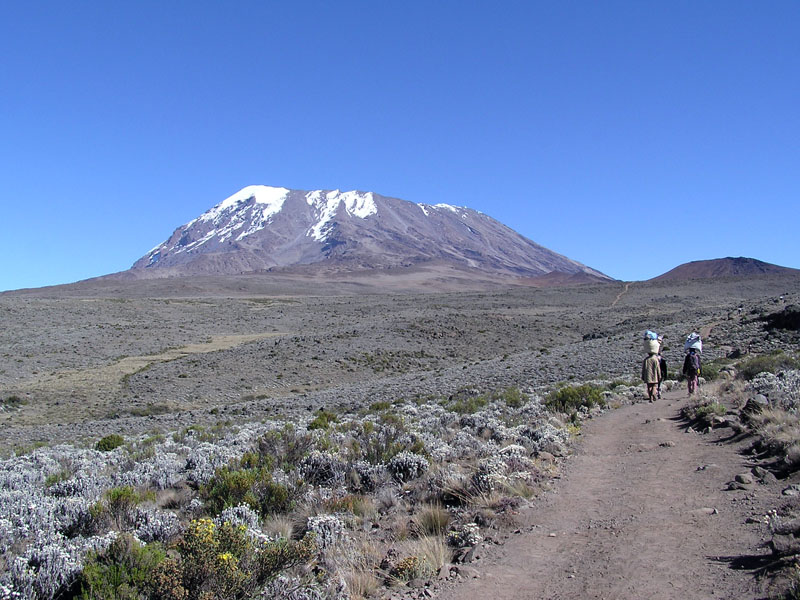
1. 4 Kilimandžáro

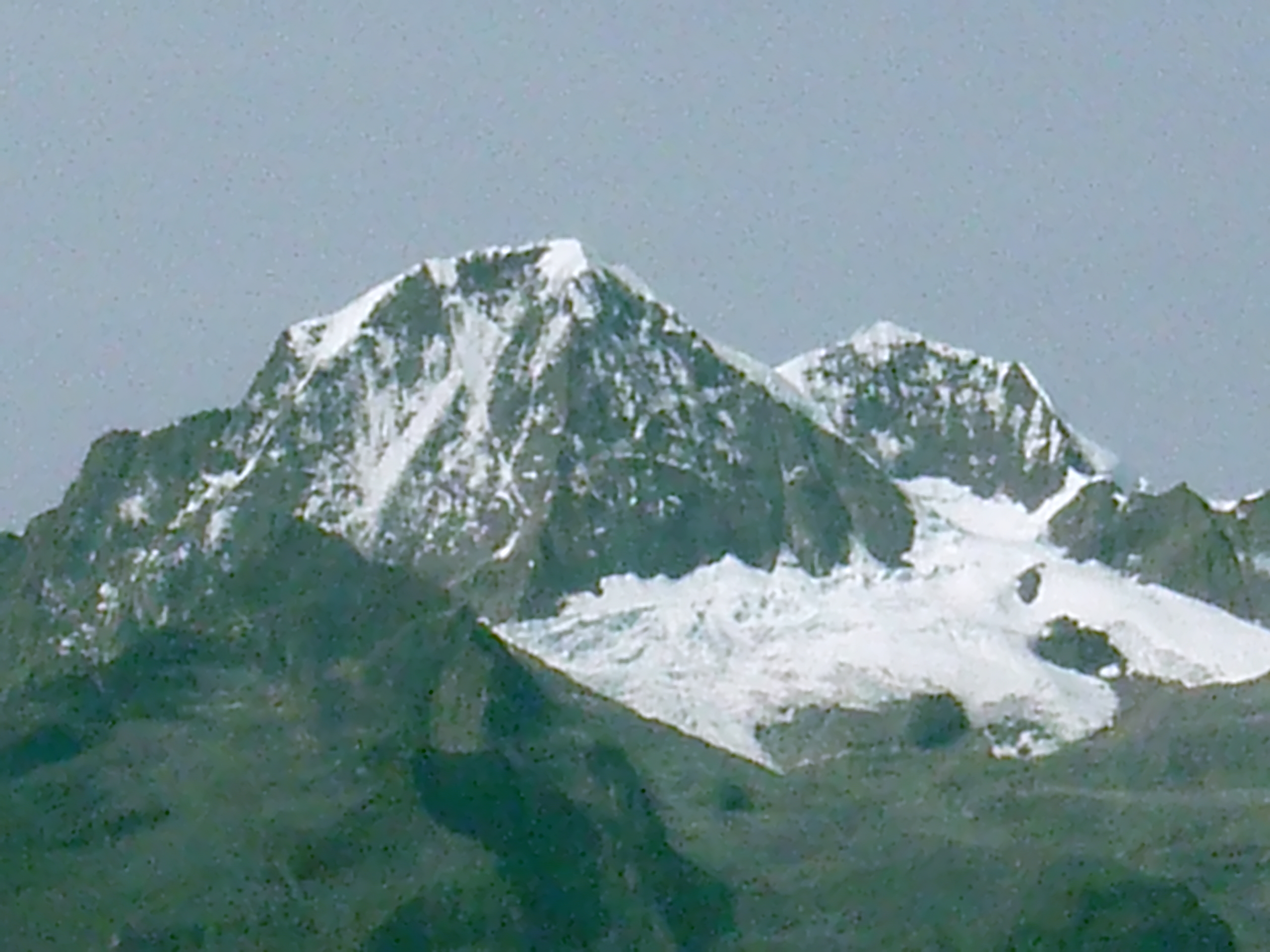
1. 5 Pico Cristóbal Colón

Žebříček 15 nejprominentnějších hor světa je úplně jiný než žebříček nejvyšších hor. Kromě prvního Everestu je v něm jen jedna osmitisícovka (Nanga Parbat), druhá nejvyšší hora světa K2 je podle prominence až 22. Naopak na 4. místě je jen pětitisícovka Kilimandžáro.
V tomto žebříčku se také nachází všech 7 vrcholů Seven Summits, tj. nejvyšších hor jednotlivých kontinentů.
Zajímavou horou je havajská Mauna Kea, která měří jen 4205 m n. m. (necelá polovina nadmořské výšky Everestu), přesto je 15. nejprominentnější horou. Podle suché prominence je dokonce 2. nejprominentnější horou (4205 + 5125 = 9330 m), hned po Everestu.
| #   | Vrchol               | Poloha             | Výška  | Promi- nence | Izolace  | Mateřský vrchol                     |
| --- | -------------------- | ------------------ | ------ | ------------ | -------- | ----------------------------------- |
| 1.  | Mount Everest        | Nepál Čína (Tibet) | 8849 m | 8849 m       | 40008 km | žádný (nejvyšší vrchol Eurafrasie)  |
| 2.  | Aconcagua            | Argentina          | 6961 m | 6961 m       | 16518 km | žádný (nejvyšší vrchol Ameriky)     |
| 3.  | Denali               | USA (Aljaška)      | 6190 m | 6130 m       | 07450 km | Aconcagua                           |
| 4.  | Kilimandžáro         | Tanzanie           | 5895 m | 5882 m       | 05510 km | Mount Everest                       |
| 5.  | Pico Cristóbal Colón | Kolumbie           | 5700 m | 5509 m       | 01287 km | Aconcagua                           |
| 6.  | Mount Logan          | Kanada (Yukon)     | 5959 m | 5250 m       | 00623 km | Denali                              |
| 7.  | Pico de Orizaba      | Mexiko             | 5636 m | 4922 m       | 02690 km | Mount Logan                         |
| 8.  | Vinson Massif        | Antarktida         | 4892 m | 4892 m       | 04911 km | žádný (nejvyšší vrchol Antarktidy)  |
| 9.  | Puncak Jaya          | Indonésie          | 4884 m | 4884 m       | 05262 km | žádný (nejvyšší vrchol Nové Guiney) |
| 10. | Elbrus               | Rusko              | 5642 m | 4741 m       | 02473 km | Mount Everest                       |
| 11. | Mont Blanc           | Francie Itálie     | 4808 m | 4695 m       | 02812 km | Mount Everest                       |
| 12. | Damávand             | Írán               | 5610 m | 4667 m       | 01165 km | Elbrus                              |
| 13. | Ključevskaja         | Rusko (Kamčatka)   | 4750 m | 4649 m       | 02748 km | Mount Everest                       |
| 14. | Nanga Parbat         | Pákistán           | 8125 m | 4608 m       | 00188 km | Mount Everest                       |
| 15. | Mauna Kea            | USA (Havaj)        | 4205 m | 4205 m       | 03947 km | žádný (nejvyšší vrchol Havaje)      |

## Nejprominentnější hory Česka

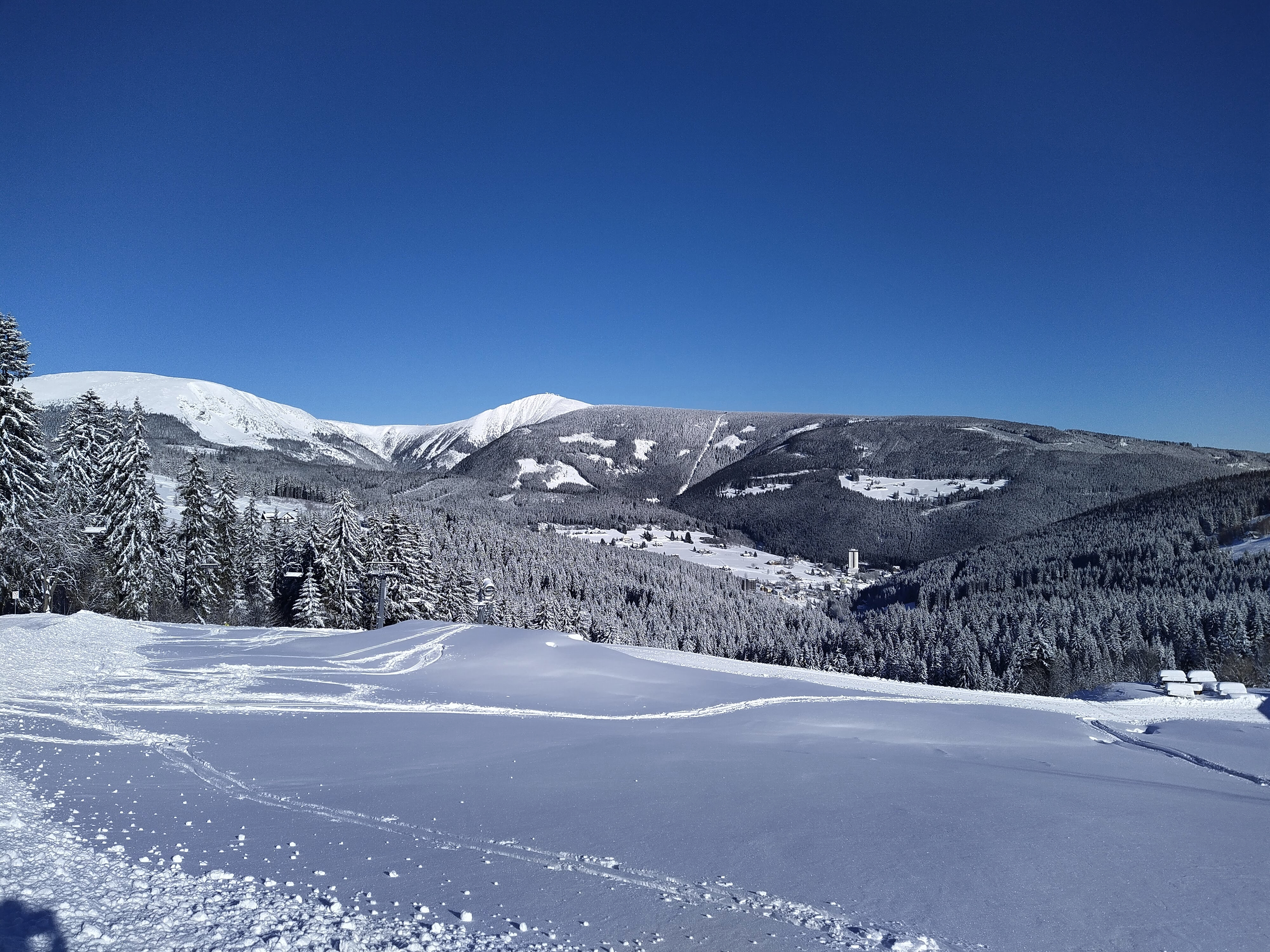
1. 1 Sněžka

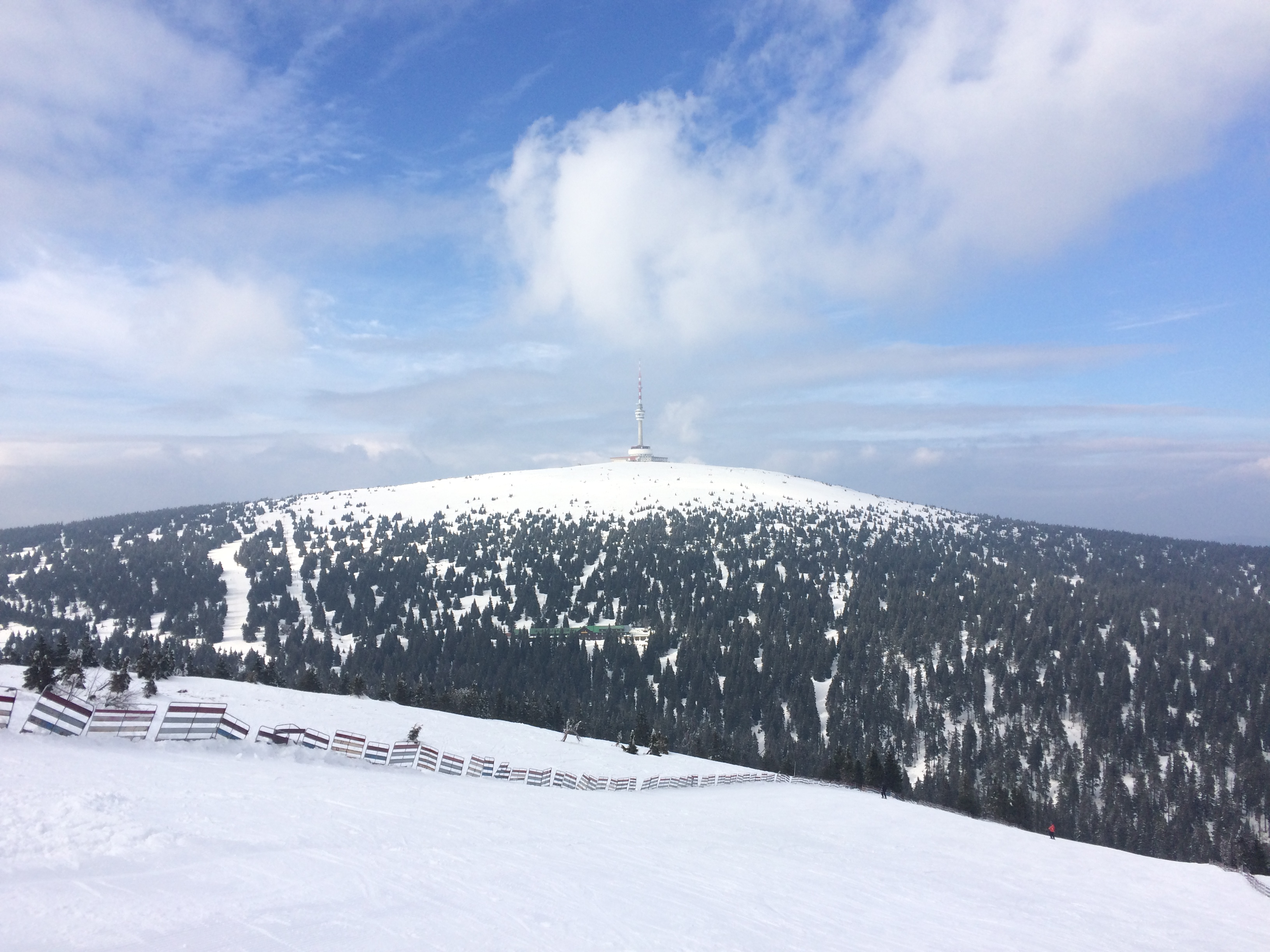
1. 2 Praděd

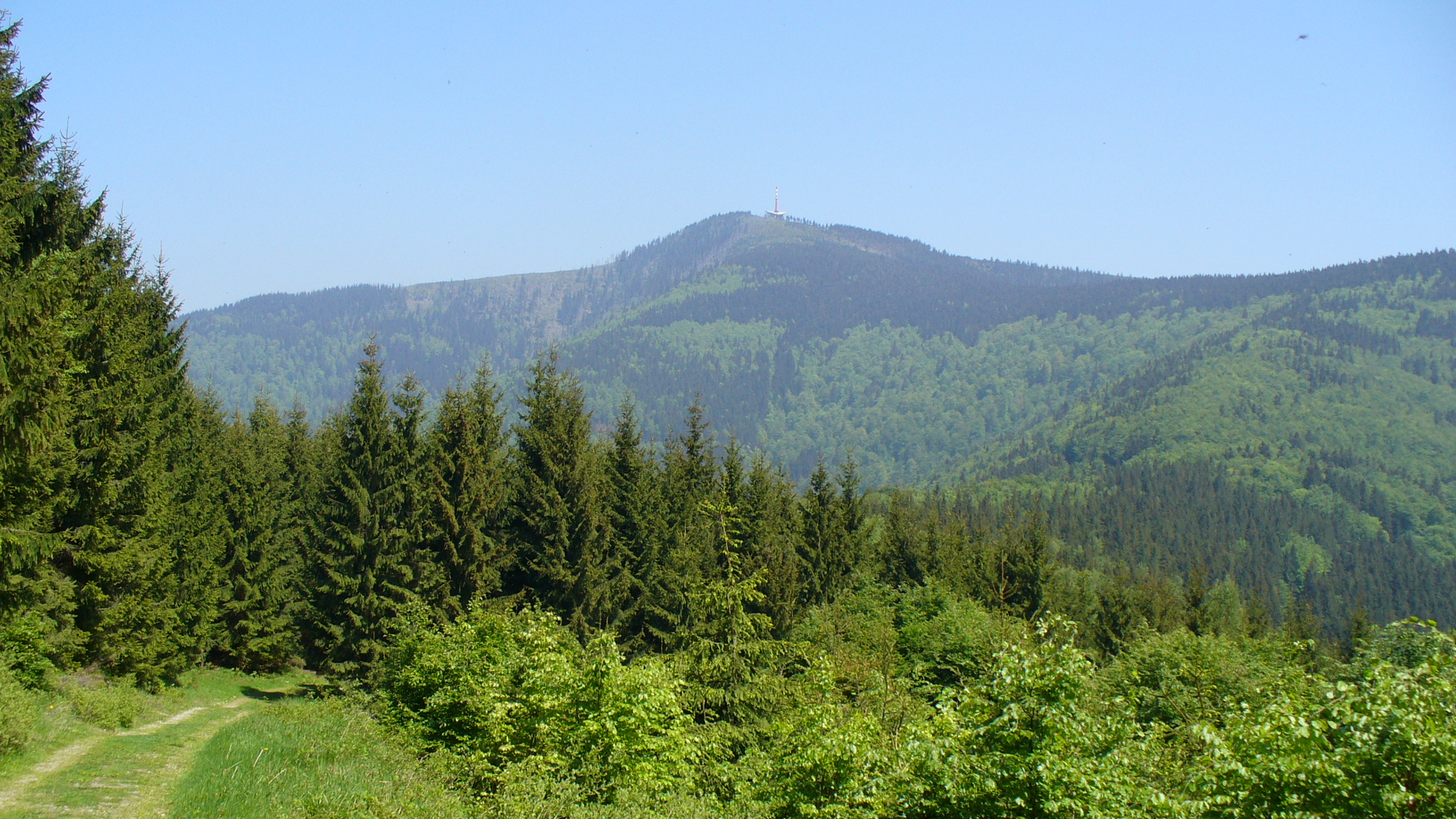
1. 3 Lysá hora

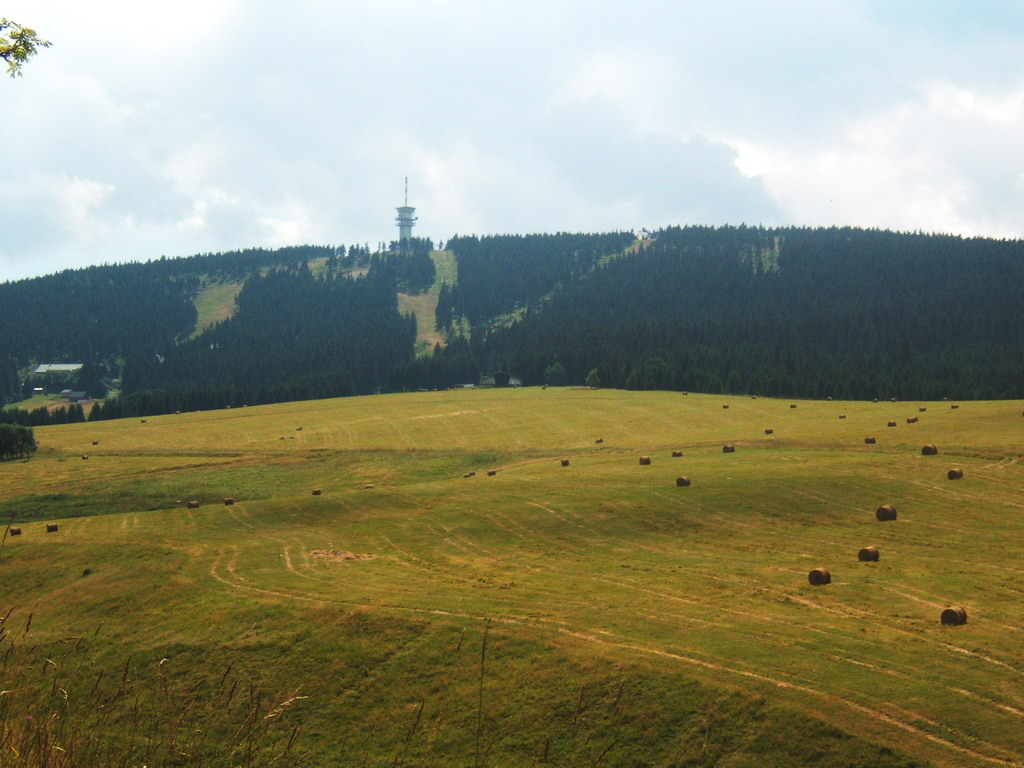
1. 4 Klínovec

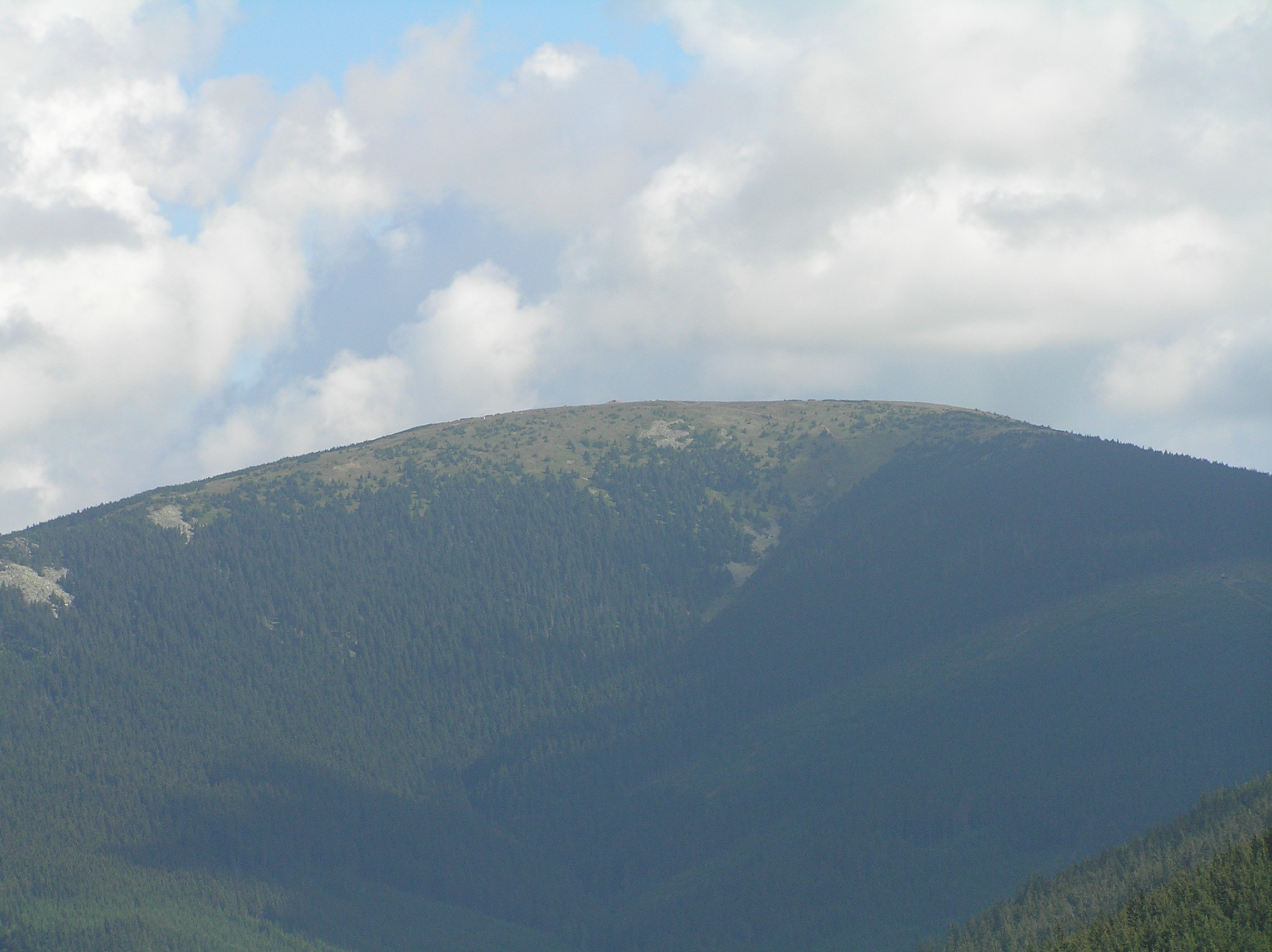
1. 5 Králický Sněžník

Podobně jako u světových hor je i tento seznam úplně jiný než Seznam nejvyšších hor Česka. Například třetí nejvyšší Studniční hora má prominenci jen 56 m, naopak jedna z nejnižších českých tisícovek Čerchov (1042 m) je desátá nejprominentnější, dokonce více než Plechý, nejvyšší vrchol české části Šumavy. Zajímavé je také zastoupení hned tří beskydských hor (Lysá hora, Smrk, Kněhyně), které potvrzuje odlišný charakter tohoto karpatského pohoří s hlubokými údolími mezi strmými horskými hřbety.
Následující tabulka uvádí všechny české hory s prominencí alespoň 500 metrů. Všechny české hory s prominencí nad 100 metrů obsahuje Seznam hor a kopců v Česku podle prominence.
| #   | Vrchol           | Pohoří                     | Výška  | Promi- nence | Izolace | Klíčové sedlo            | Mateřský vrchol  |
| --- | ---------------- | -------------------------- | ------ | ------------ | ------- | ------------------------ | ---------------- |
| 1.  | Sněžka           | Krkonoše                   | 1603 m | 1197 m       | 290 km  | Průplav Rýn–Mohan–Dunaj  | Mont Blanc       |
| 2.  | Praděd           | Hrubý Jeseník              | 1491 m | 0983 m       | 128 km  | Bohdašínské sedlo        | Sněžka           |
| 3.  | Lysá hora        | Moravskoslezské Beskydy    | 1324 m | 0769 m       | 054 km  | Jablunkovský průsmyk     | Babia hora       |
| 4.  | Klínovec         | Krušné hory                | 1244 m | 0748 m       | 133 km  | sedlo u Nového Klíčova   | Velký Javor      |
| 5.  | Králický Sněžník | Králický Sněžník           | 1423 m | 0664 m       | 030 km  | Ramzovské sedlo          | Praděd           |
| 6.  | Milešovka        | České středohoří           | 0837 m | 0620 m       | 020 km  | sníženina J od Počerad   |                  |
| 7.  | Smrk             | Moravskoslezské Beskydy    | 1277 m | 0592 m       | 007 km  | sedlo nad Doroťankou     | Lysá hora        |
| 8.  | Velká Deštná     | Orlické hory               | 1116 m | 0587 m       | 029 km  | Mladkovské sedlo         | Králický Sněžník |
| 9.  | Velká Javořina   | Bílé Karpaty               | 0970 m | 0571 m       | 028 km  | průsmyk u Slavičína      | Inovec           |
| 10. | Čerchov          | Český les                  | 1042 m | 0527 m       | 019 km  | sníženina u Mitterteichu | Klínovec         |
| 11. | Ještěd           | Ještědsko-kozákovský hřbet | 1012 m | 0517 m       | 018 km  | Jeřmanické sedlo         |                  |
| 12. | Kněhyně          | Moravskoslezské Beskydy    | 1258 m | 0515 m       | 004 km  | sedlo nad Podolánkami    | Smrk             |
| 13. | Plechý           | Šumava                     | 1378 m | 0508 m       | 041 km  | sedlo u Frauenbergu      | Roklan           |